# Абелья, Хосе
Хосе Хавьер Абелья Фанхуль (исп. José Javier Abella Fanjul; род. 10 февраля 1994, Кордова, Веракрус) — мексиканский футболист, защитник клуба «Хуарес». Выступал за сборную Мексики. Участник Олимпийских игр 2016 года.

## Клубная карьера
Абелья — воспитанник клуба «Сантос Лагуна». В 2011 году Хосе был включён в заявку на сезон. Не сыграв ни минуты и один раз появившись на скамейке запасных, Абелья стал чемпионом Мексики. 27 июля 2012 года в матче против «Крус Асуль» он дебютировал в мексиканской Примере. Он быстро завоевал место в составе, а с уходом Фелипе Балоя стал основным защитником команды. 19 февраля 2014 года в матче розыгрыше Кубка Либертадорес против уругвайского «Пеньяроля» Абелья забил свой первый гол за «Сантос». В 2015 году Хосе во второй раз выиграл чемпионат Мексики.
В 2018 году Абелья в третий раз стал чемпионом страны.
12 декабря 2019 года Абелья отправился в аренду в «Атлас» на клаусуру 2020.

## Международная карьера
В 2013 году в составе молодёжной сборной Мексики Абелья принял участие в Турнире в Тулоне. В том же году он стал чемпионом КОНКАКАФ среди молодёжных команд, несмотря на то, что на турнире не сыграл ни минуты. Летом 2013 года Хосе поехал с молодёжной командой на чемпионат мира в Турцию. На турнире он сыграл в матчах против команд Греции, Парагвая, Мали и Испании.
В 2015 году Абелья в составе олимпийской сборной Мексики завоевал серебряные медали Панамериканских игр в Канаде. На турнире он сыграл в матчах против команд Парагвая, Тринидада и Тобаго, Панамы и дважды Уругвая.
Летом 2016 года Абелья в составе олимпийской сборной Мексики принял участие в Олимпийских играх в в Рио-де-Жанейро. На турнире он сыграл в матчах против команд Германии и Фиджи.
В 2018 году в товарищеском матче против сборной США Абелья дебютировал за сборную Мексики.

## Достижения
«Сантос Лагуна»
- Чемпион Мексики: клаусура 2012, клаусура 2015, клаусура 2018
- Обладатель Кубка Мексики: апертура 2014
- Чемпион чемпионов: 2015

Мексика (до 20)
- Чемпион КОНКАКАФ среди молодёжных команд: 2013

Мексика (до 23)
- Чемпион Панамериканских игр: 2015